# Новоалексеевский (Краснодарский край)
Новоалексеевский — хутор в составе Северского района Краснодарского края.

## География
Уличная сеть состоит из одного географического объекта: ул. Центральная.
Ближайшие населённые пункты: станицы Азовская, Северская и хутор Свободный.
В 3 км северней хутора проходит автодорога А146.

## Население
| 2002 | 2010 |
| ---- | ---- |
| 7    | ↘5   |